# ケプラー186d
ケプラー186d(英語:kepler-186d)とは地球から見てはくちょう座の方向に492光年離れたところにある赤色矮星、ケプラー186を公転している5つの太陽系外惑星の内の1つである。半径は地球の1.56倍である。(ただし資料によって値が異なっている事がある)このことからケプラー186dは地球のような岩石惑星とされている。しかしケプラー186からわずか0.091AU(ただしこちらも資料によって値が異なっている事がある)の距離をほぼ2週間で公転している為、表面温度は地球より高く、生命が存在していくには過酷な環境とされている。